# Calathea virginalis
Calathea virginalis là một loài thực vật có hoa trong họ Marantaceae. Loài này được Linden ex Regel mô tả khoa học đầu tiên năm 1879.